# Karin Dor
Karin Dor (n. 22 februarie 1938, Wiesbaden, Germania Nazistă – d. 6 noiembrie 2017, München, Germania) de asemenea, Rose Dor, a fost o actriță germană. În anii 1960, a fost una dintre cele mai populare actrițe din cinematografia germană de divertisment. 
A jucat în mai multe seriale de cinema, inclusiv în filme după Karl May și Edgar Wallace. Ea a devenit cunoscută la nivel internațional prin filmele James Bond 007 - You Only Live Twice (1967) și Topaz de Alfred Hitchcock (1969).
Printre alte filme cunoscute ale sale se numără 

## Filmografie selectivă
- 1953 Il tenente dello zar (Der letzte Walzer), regia Arthur Maria Rabenalt
- 1954 Rosen aus dem Süden, regia Franz Antel
- 1954 Rosen-Resli, regia Harald Reinl
- 1957 Die Zwillinge vom Zillertal, regia Harald Reinl
- 1959 Skandal um Dodo, regia Eduard von Borsody
- 1960 La banda del terrore (Die Bande des Schreckens), regia Harald Reinl
- 1960 Im weißen Rößl, regia Werner Jacobs
- 1961 Arcașul verde (Der grüne Bogenschütze), regia Jurgen Roland
- 1962 The Bellboy and the Playgirls, regia Francis Ford Coppola și Fritz Umgelter
- 1962 În ghearele invizibile ale doctorului Mabuse (Die unsichtbaren Krallen des Dr. Mabuse), regia Harald Reinl
- 1962 Il terrore di notte (Der Teppich des Grauens), regia  Harald Reinl
- 1962 Comoara din Lacul de Argint (Der Schatz im Silbersee), regia Harald Reinl
- 1964 Professionisti per una rapina (Zimmer 13), regia Harald Reinl
- 1964 Winnetou 2 (Winnetou - 2. Teil), regia Harald Reinl
- 1965 Ultimul mohican (Der letzte Mohikaner), regia Harald Reinl
- 1965 O cunoșteam bine (Io la conoscevo bene), regia di Antonio Pietrangeli
- 1968 Caroline chérie (Caroline chérie), regia Denys de La Patellière
- 1968 Winnetou în Valea Morții (Winnetou und Shatterhand im Tal der Toten), regia Harald Reinl
- 1969 Topaz, regia Alfred Hitchcock
- 1987 Johann Strauss, Regele neîncoronat al valsului (Johann Strauss - Der König ohne Krone), regia Franz Antel
- 2006 Ich bin die Andere, regia Margarethe von Trotta
- 2015 Die abhandene Welt, regia Margarethe von Trotta